# Francis Derwent Wood

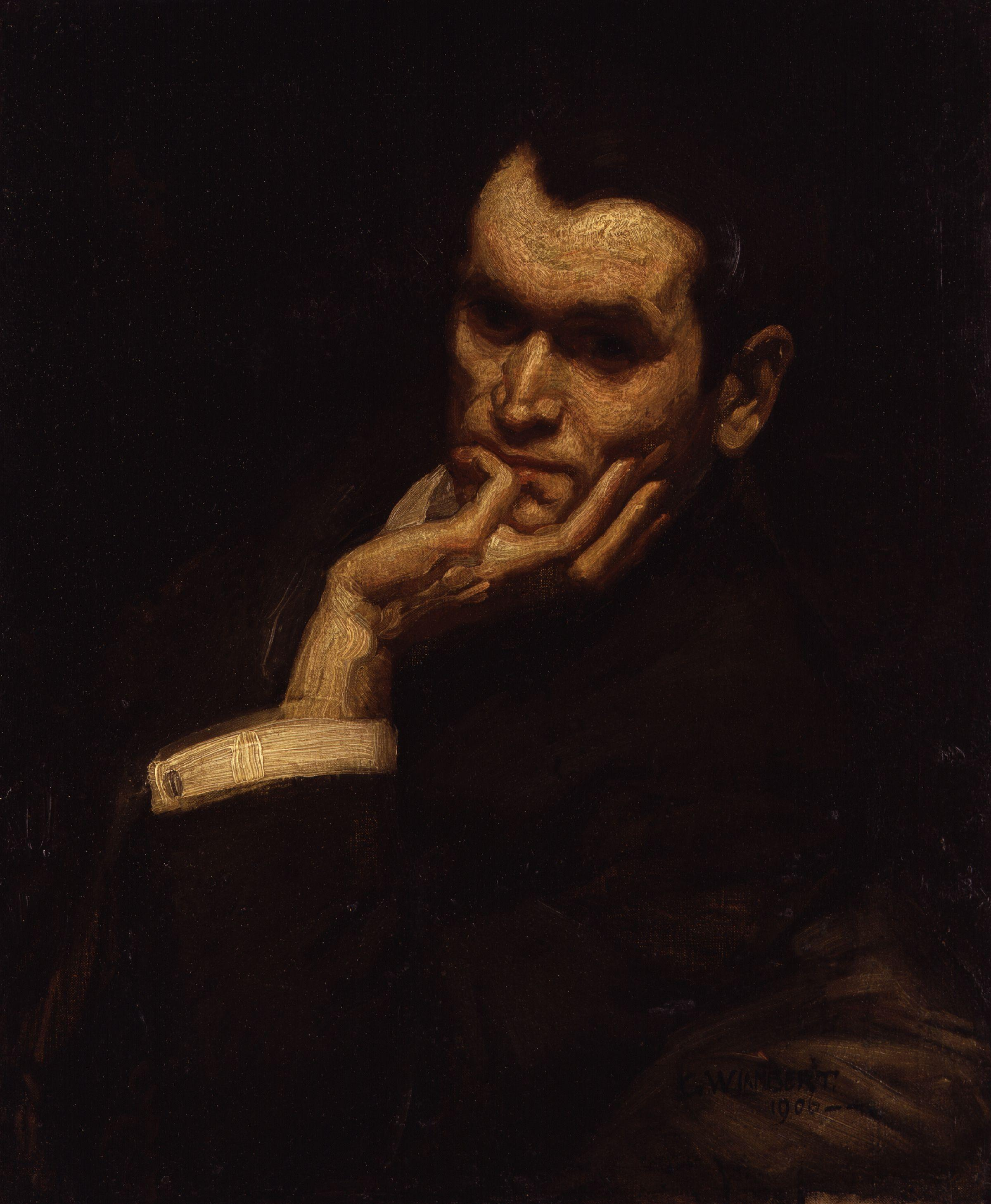
Francis Derwent Wood von George Washington Lambert

Francis Derwent Wood, auch bekannt als Frank Derwent Wood, und als F. Derwent Wood (* 15. Oktober 1871 in Keswick, Cumbria; † 19. Februar 1926 in London) war ein britischer Bildhauer. Bekannt wurde er durch seine Arbeiten im Bereich der Bauplastik, seine Kriegerdenkmäler und seine Pionierarbeit bei der Herstellung von Gesichtsprothesen für verwundete Soldaten des Ersten Weltkriegs.

## Leben
Francis Derwent Wood wurde in Keswick in der Grafschaft Cumbria geboren. 1880 zog er mit seiner Familie in die Schweiz und 1885 nach Deutschland. Nach einem zweijährigen Studium an der Kunstgewerbeschule in Karlsruhe kehrte er im Juli 1887 nach England zurück. Er ließ sich in Shoropshire nieder. Er arbeitete als Modelleur für die Fliesenfabrik Maw & Co. in Ironbridge und für die Gießerei Coalbrookdale, bevor er sich 1890 an der National Art Training School (heute Royal College of Art) in South Kensington einschrieb, wo er von Édouard Lantéri (1848–1917) unterrichtet wurde. 1891 wurde er Assistent von Alphonse Legros (1837–1911) an der Slade School of Fine Art, University College, London. 1894 trat Francis Derwent Wood in die Royal Academy Schools in London ein. Im Jahr 1895 erhielt er eine Goldmedaille und ein Reisestipendium, das es ihm ermöglichte, ein Jahr lang in Paris zu leben und zu studieren. Während dieser Zeit hatte er ein Atelier in der Rue Falguière 9 in Paris und stellte im Pariser Salon aus. Er lernte auch Paul Gauguin (1848–1903) kennen, mit dem er sich anfreundete.

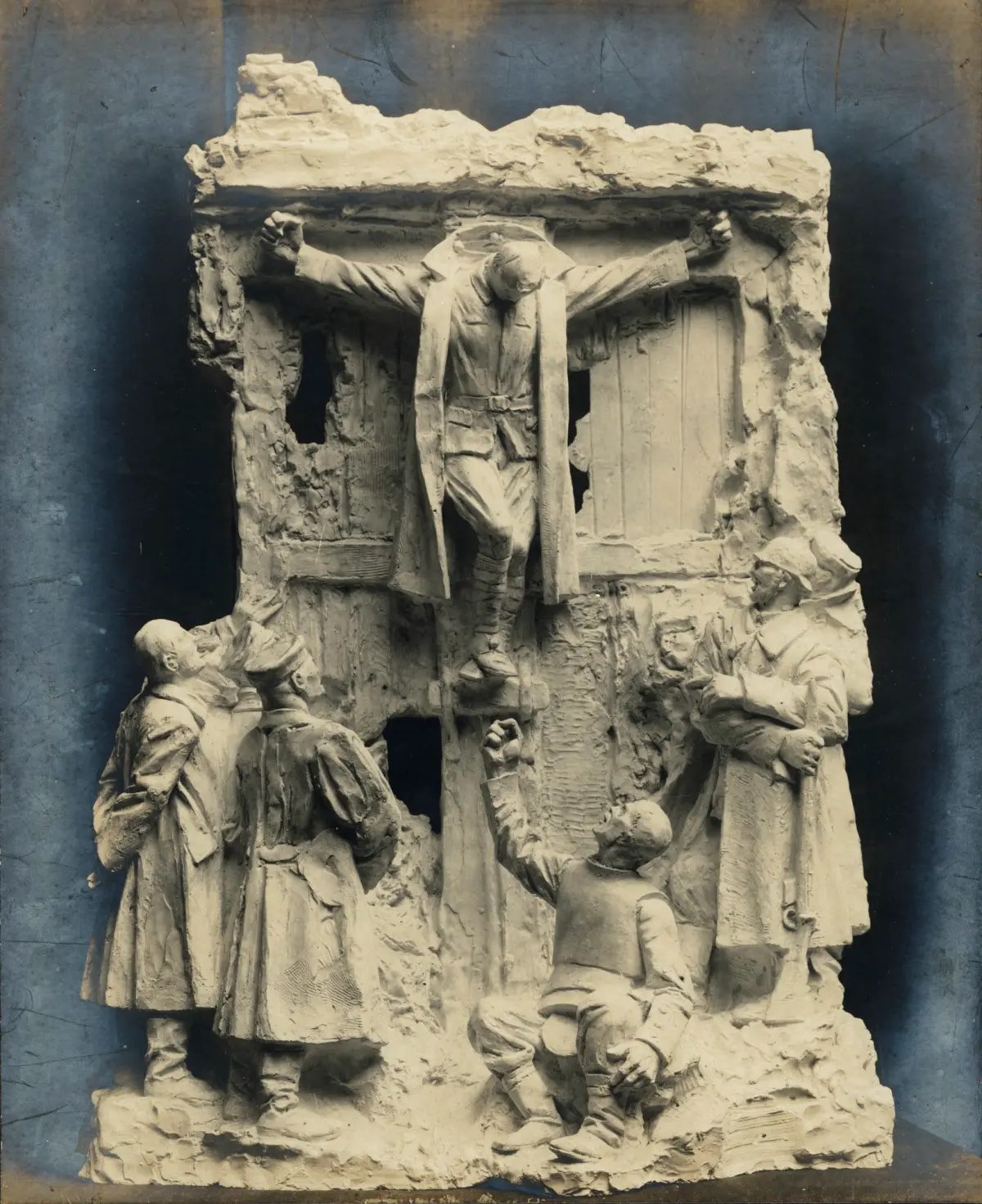
Canada’s Golgotha, 1918, von Francis Derwent Wood

Während seiner Zeit an den RA-Schulen assistierte Wood dem Bildhauer Thomas Brock (1847–1922) und setzte diese Tätigkeit von 1897 bis 1890 fort, insbesondere am National Queen Victoria Memorial in London (1900–11). Außerdem arbeitete er als Gastmodellierer an der Glasgow School of Art. In dieser Zeit arbeitete er mit den schottischen Architekten John Gaff Gillespie (1870–1926) und James Salmon (1873–1924) zusammen und schuf Skulpturen für eine Reihe von Gebäuden in Glasgow, darunter die Mercantile Chambers (1897–98), die British Linen Bank auf der 816–818 Govan Road (1897–1900) und 144 St Vincent Street (1900–1902). Im Jahr 1900 bezieht Wood ein Atelier in Chelsea, London, und beginnt mit der Arbeit an zahlreichen öffentlichen Aufträgen, darunter die Statuen von Titus Salt für Saltaire in Yorkshire (1903), General Wolfe für Westerham in Kent (1910) und Edward VII. für Rangun [heute Yangon] in Indien (1914). Er schuf auch eine Reihe von Porträtbüsten, darunter die von Henry James (ausgestellt in der Royal Academy, 1914).

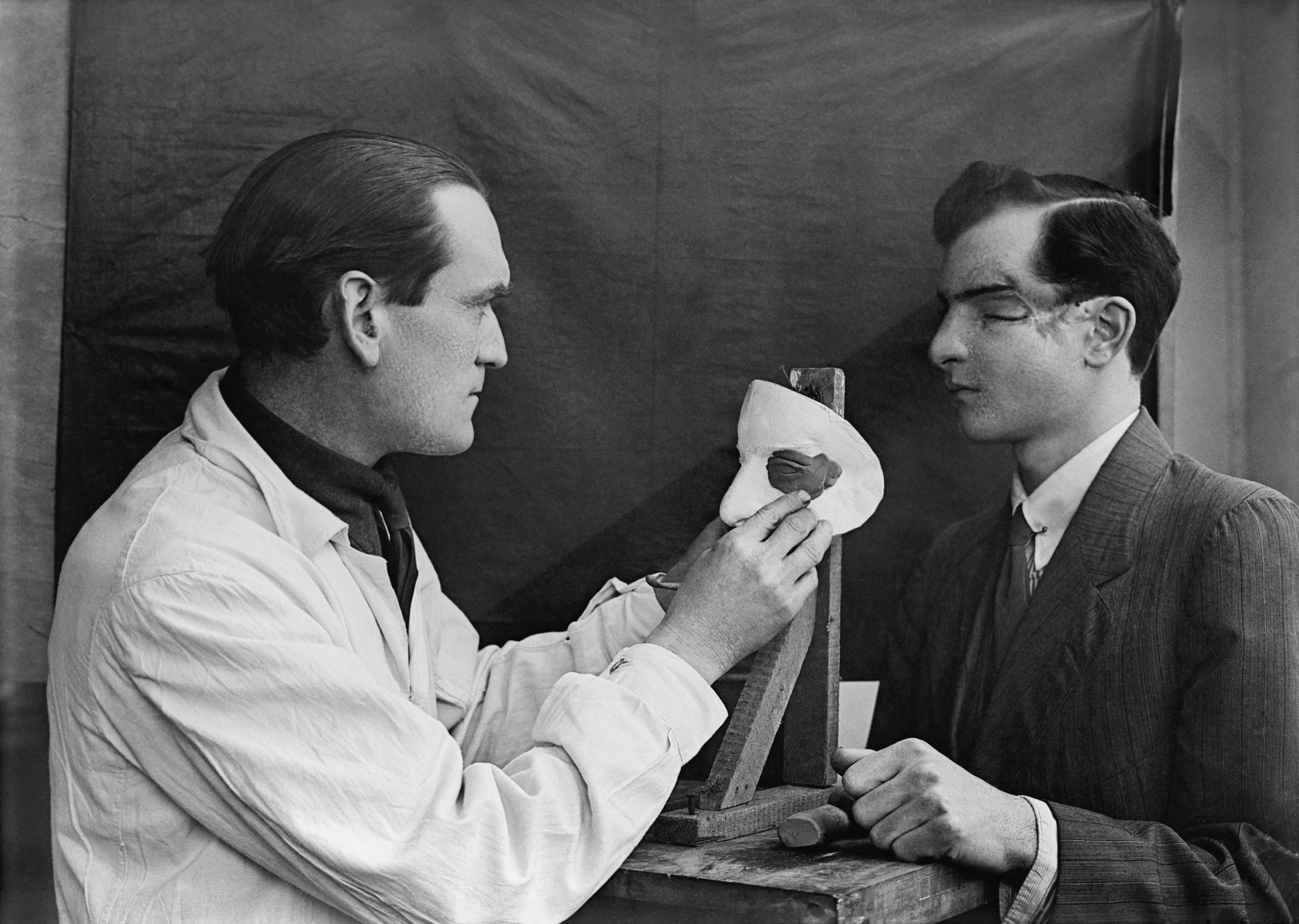
Francis Derwent Wood beim Fertigstellen einer kosmetischen Teilmaske und beim Vergleich mit dem Gesicht des entstellten Patienten, für den die Gesichtsmaske angefertigt wurde. 3rd London General Hospital

Im Ersten Weltkrieg war Francis Derwent Wood zu alt für den aktiven Militärdienst und arbeitete stattdessen als Sanitäter im Royal Army Medical Corps. Dort wurde er mit den schweren Gesichtsverletzungen der Soldaten konfrontiert. Um diesen zu helfen, gründete er das Masks for Facial Disfigurement Department am Third London General Hospital in Wandsworth. In dieser Klinik fertigte er individuelle Gesichtsprothesen aus dünnem Metall an, die den verletzten Soldaten halfen, ihr Aussehen teilweise wiederherzustellen und ihr Selbstvertrauen wiederzugewinnen:

„Wenn der obere Teil des Gesichtes weggeschossen ist, […] kommt der Bildhauer zu Hilfe, der genau passende Gesichtsmasken macht: diese Masken machen durchaus den Eindruck eines lebenden Gesichtsteiles. Sie sind (für England) eine Erfindung des Leutnants Derwent Wood, eines bekannten Bildhauers. Er arbeitet nach Bildnissen des Patienten, die aus der Zeit vor der Verwundung stammen, und erzielt eine sprechende Aehnlichkeit in den Masken, die aus versilbertem Kupfer bestehen und in der Farbe sorgfältig ‚abgestimmt‘ werden, so daß sie zu dem übrigen Gesicht passen. So hergestellt, kann der Patient wieder unter Menschen gehen, ohne aufzufallen.“

Nach dem Krieg wurde Wood beauftragt, Kriegerdenkmäler für die Liverpool Cotton Exchange, Ditchingham, Norfolk (1920), Keswick (1922) und das Machine Gun Corps Memorial im Hyde Park, London (1925) zu entwerfen. Von 1918 bis 1923 war er Professor für Bildhauerei am Royal College of Art. Francis Derwent Wood stellte erstmals 1895 in der Royal Academy in London aus, wo er bis 1926 regelmäßig vertreten war. Er stellte auch in der Goupil Gallery, der Grosvenor Gallery, der Royal Society of Portrait Painters, dem New English Art Club, dem Royal Institute of Painters in Watercolours, der New Gallery, dem Royal Institute of Oil Painters und der International Society of Sculptors, Painters and Graveurs in London, der Royal Hibernian Academy in Dublin, der Walker Art Gallery in Liverpool, dem Royal Glasgow Institute of the Fine Arts und der Royal Scottish Academy in Edinburgh aus. 1903 heiratete er Florence Mary Schmidt (1873-–1969), eine australische Opernsängerin. Francis Derwent Wood starb 1926 in London.

## Werk
Francis Derwent Wood war ein vielseitiger Bildhauer, der sowohl freistehende Skulpturen als auch Ornamente für Gebäude schuf. Zu seinen bekanntesten Werken gehören:
- Atalanta: Eine Skulptur, die die mythologische Figur Atalanta darstellt. Eine Marmorversion von 1909 befindet sich in der Manchester Art Gallery, eine Bronzeversion wurde 1929 in den Chelsea Embankment Gardens in London aufgestellt.
- Canada’s Golgotha: Eine 1918 im Rahmen des Canadian War Memorials Fund geschaffene Bronzeskulptur, die einen kanadischen Soldaten darstellt, der angeblich von deutschen Soldaten gekreuzigt wurde. Das Werk befindet sich heute im Canadian War Museum in Ottawa.[4]
- Machine Gun Corps Memorial: Ein Denkmal in London, das den im Ersten Weltkrieg gefallenen Soldaten des Maschinengewehr-Korps gewidmet ist.